# Andrena signata
Andrena signata är en biart som beskrevs av Warncke 1974. Andrena signata ingår i släktet sandbin, och familjen grävbin. Inga underarter finns listade i Catalogue of Life.